# Fire and Fury
Fuoco e furia: dentro la casa bianca di Trump di Michael Wolff è un romanzo che descrive il comportamento del presidente degli Stati Uniti Donald Trump e del suo staff durante la sua campagna presidenziale del 2016 e della Casa Bianca.

## Descrizione

### Argomento
Il libro mette in luce con descrizioni poco lusinghiere il comportamento di Trump, con comportamenti confusionari e caotici tra gli alti funzionari della Casa Bianca e i commenti sprezzanti sulla famiglia Trump dell'ex stratega e consigliere dello stesso Steve Bannon. Trump è raffigurato e dipinto nel libro come tenuto in bassa considerazione dai membri del suo staff della Casa Bianca, che porta Wolff a dichiarare che «il 100% delle persone intorno a lui crede che Trump non sia adatto per il ruolo da presidente».

### Vendite
Il libro è stato definito un «best seller» e ha totalizzato nei primi giorni record di vendite. Il titolo del libro fa riferimento a una citazione dello stesso Trump sui contrasti con la Corea del Nord. È diventato il libro numero uno come libro cartaceo, e-book e audiolibro su Amazon.com e su Apple iBooks Store dopo che alcuni estratti sono stati pubblicati il 3 gennaio. Il 4 gennaio un avvocato di Trump ha inviato lettere di diffida all'autore e l'editore avvertendoli della possibilità di azioni legali qualora avessero proceduto con la pubblicazione del libro. Invece l'editore Henry Holt and Company, che ha edito il libro, ha anticipato la data di pubblicazione dal 9 gennaio al 5 gennaio.
Il libro era previsto per la vendita il 9 gennaio 2018, ma l'editore Henry Holt and Company anticipò la data di uscita al 5 gennaio. Subito dopo l'uscita le vendite del libro l'hanno posto in prima posizione nella classifica di vendite di Amazon.com.

## Conseguenze
A causa dei commenti di Steve Bannon riportati nel libro su Ivanka Trump, sul suo marito Jared Kushner e il Russiagate, Bannon dovette lasciare la testata Breitbart News.